# Blue Autumn
Blue Autumn è un album live a nome della Nat Adderley Quintet, pubblicato dalla Theresa Records nel 1986.
Si tratta di brani registrati dal vivo nell'ottobre del 1982 al Keystone Korner di San Francisco, è lo stesso concerto da cui fu pubblicato il precedente album del quintetto, On the Move.

## Tracce
Lato A
1. For Duke and Cannon – 6:58 (Sonny Fortune)
2. The Fifth Labor of Hercules – 6:10 (Tex Allen)
3. Book's Bossa – 6:58 (Walter Booker)

Durata totale: 20:06
Lato B
1. Blue Autumn – 8:30 (Larry Willis)
2. Tallahassee Kid – 8:35 (Larry Willis)

Durata totale: 17:05

## Musicisti
- Nat Adderley - cornetta, produttore
- Sonny Fortune - sassofono alto
- Larry Willis - pianoforte
- Walter Booker - contrabbasso
- Jimmy Cobb - batteria

Note aggiuntive:
- Nat Adderley - produttore
- Allen Pittman e Paul Arslanian - assistenti alla produzione
- Registrato nell'ottobre del 1982 al Keystone Korner di San Francisco, California
- Mark Needham - tecnico della registrazione e del mixaggio
- Mixato al Bear West Studios di San Francisco[1]